# 발화점
발화점(發火點)은 공기 중에서 물질을 가열할 때 스스로 발화하여 연소를 시작하는 최저온도로, 착화점(着火點)이라고도 한다. 즉 불씨가 될 만한 것이 있는 조건에서 휘발성 액체의 증기가 타기 시작하는 온도를 말한다.

## 같이 보기
- 인화점